# Middelaar

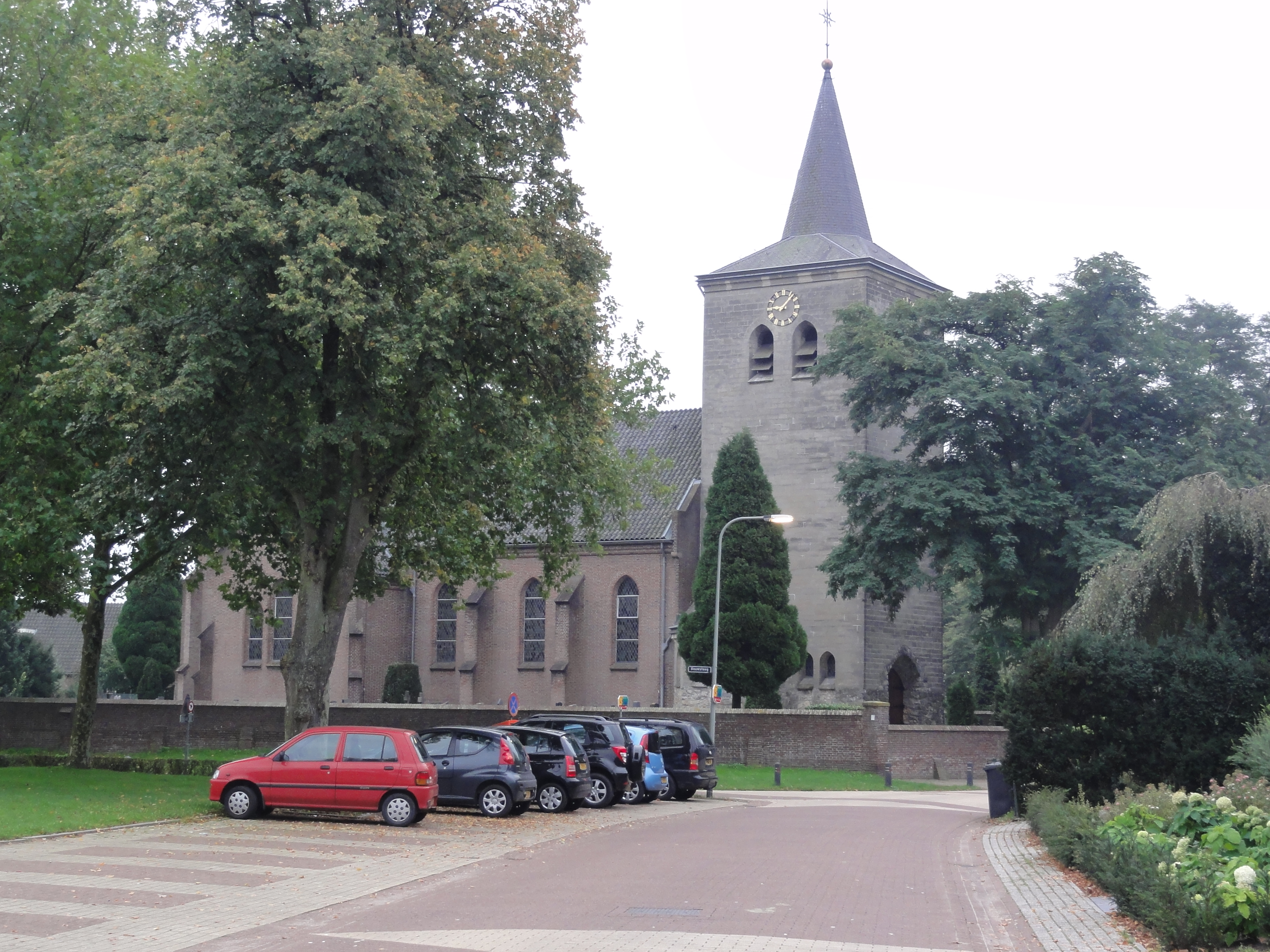
Zicht op de kerk van Middelaar

Middelaar (Noord-Limburgs: Middelar) is een kerkdorp in het meest noordelijke deel van de Nederlandse provincie Limburg en is een onderdeel van de gemeente Mook en Middelaar. Het is gelegen tussen de Maas en de heuvels van Plasmolen en Groesbeek, ongeveer 13 kilometer ten zuiden van Nijmegen. Op 1 januari 2023 had het dorp 875 inwoners. Middelaar heeft een schooltje en een dorpshuis. Bij Middelaar zijn resten van een Romeinse villa gevonden. Bij het dorp liggen de buurtschappen Heikant en Katerbosch vlak bij de Mookerplas. Astrantia SV is de lokale voetbal- en vrouwenkorfbalclub.

## Geschiedenis
Middelaar ontstond in de 12e eeuw. Vanaf 1380 werd Middelaar een heerlijkheid van het Hertogdom Gelre. In 1402 was Willem van Cuijk heer van Middelaar. Hij was een bastaardzoon van hertog Willem I van Gelre en Mechteld van Brakel, en in 1394 gehuwd met Johanna, vrouwe van Cuijk, dochter van Wennemaer van Cuijk en Alijt de Cocq. Er was een 14e-eeuws kasteel, Huis Middelaar, dat in de loop van de 19e eeuw werd gesloopt. Vanaf september 1944, en ook in 1945, viel Middelaar ten prooi aan bombardementen, waarbij het dorp vrijwel geheel werd verwoest.

## Bezienswaardigheden
- Sint-Lambertuskerk
- Overblijfselen van het Huis Middelaar
- De Onze-Lieve-Vrouw van Lourdeskapel, aan Eindweg 6, een kapel met trapgevel uit 1887, herbouwd in 1946.

## Natuur en landschap
Middelaar ligt nabij de Maas op ongeveer 10 meter hoogte. Tegenover Middelaar ligt Sint Agatha, vroeger door een veer met Middelaar verbonden. Door grindwinning is ten noorden van Middelaar de Mookerplas ontstaan die in verbinding staat met de Maas, zodat Middelaar op een schiereiland is komen te liggen.

## Nabijgelegen kernen
Plasmolen, Milsbeek, Sint Agatha (overzijde van de Maas, geen verbinding)

## Galerij

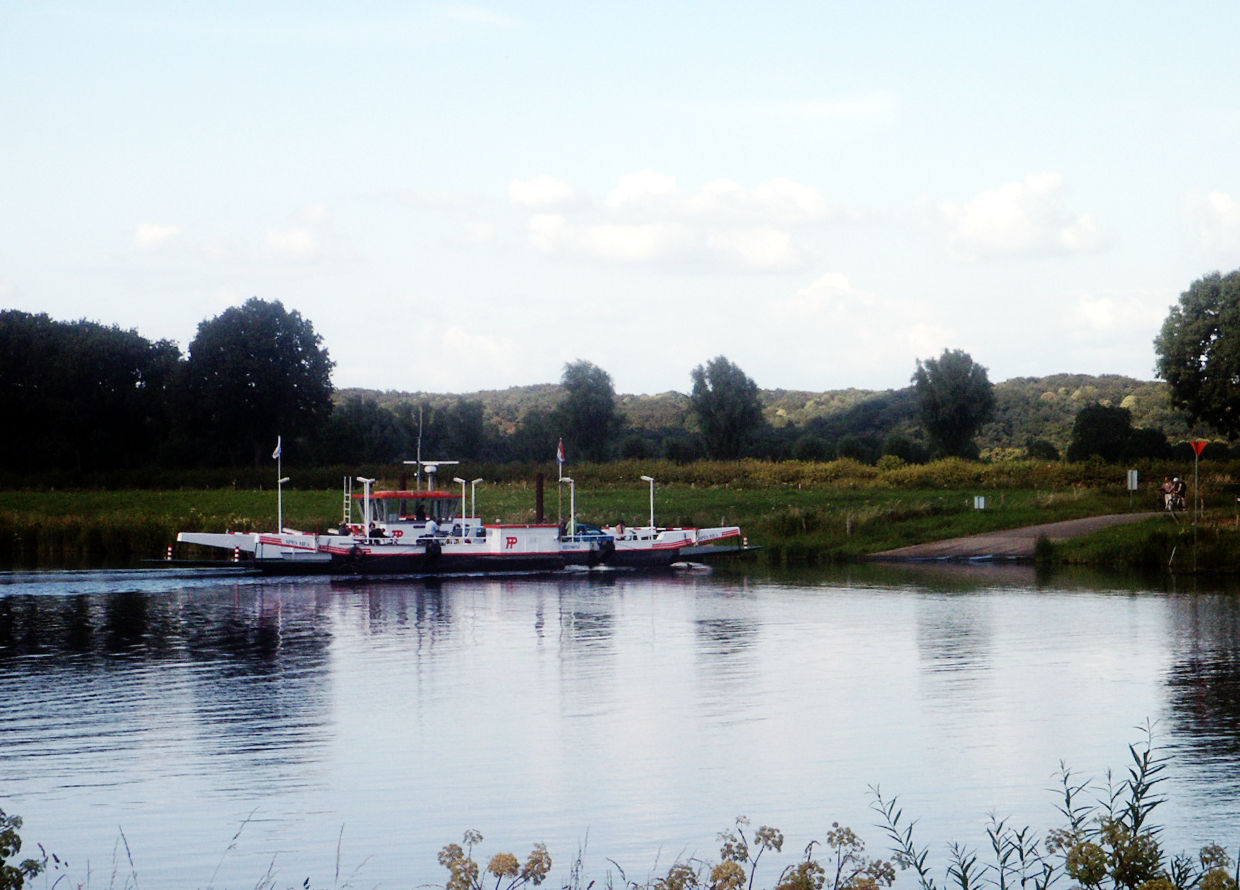
Veerpont Cuijk - Middelaar
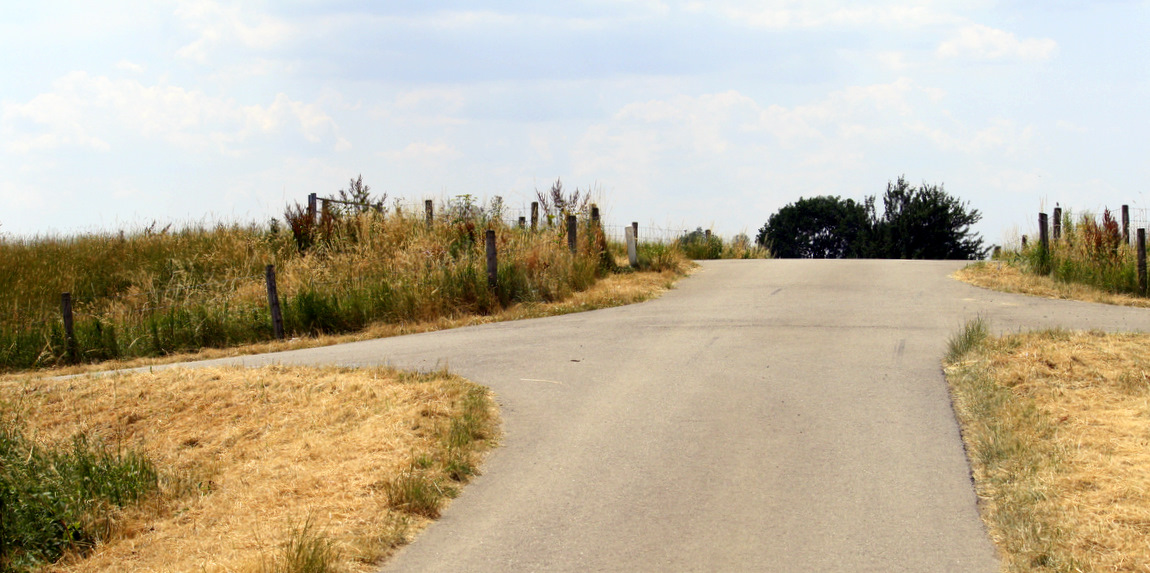
Dijk
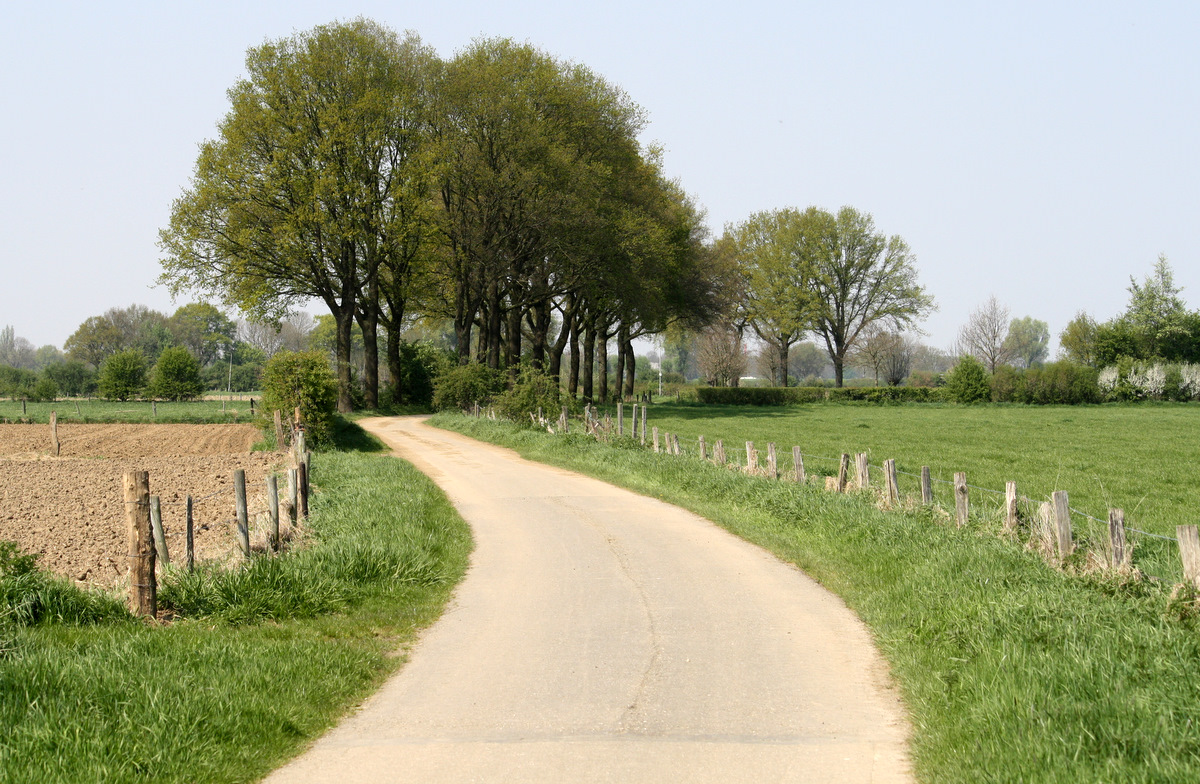
Ritspasstraat
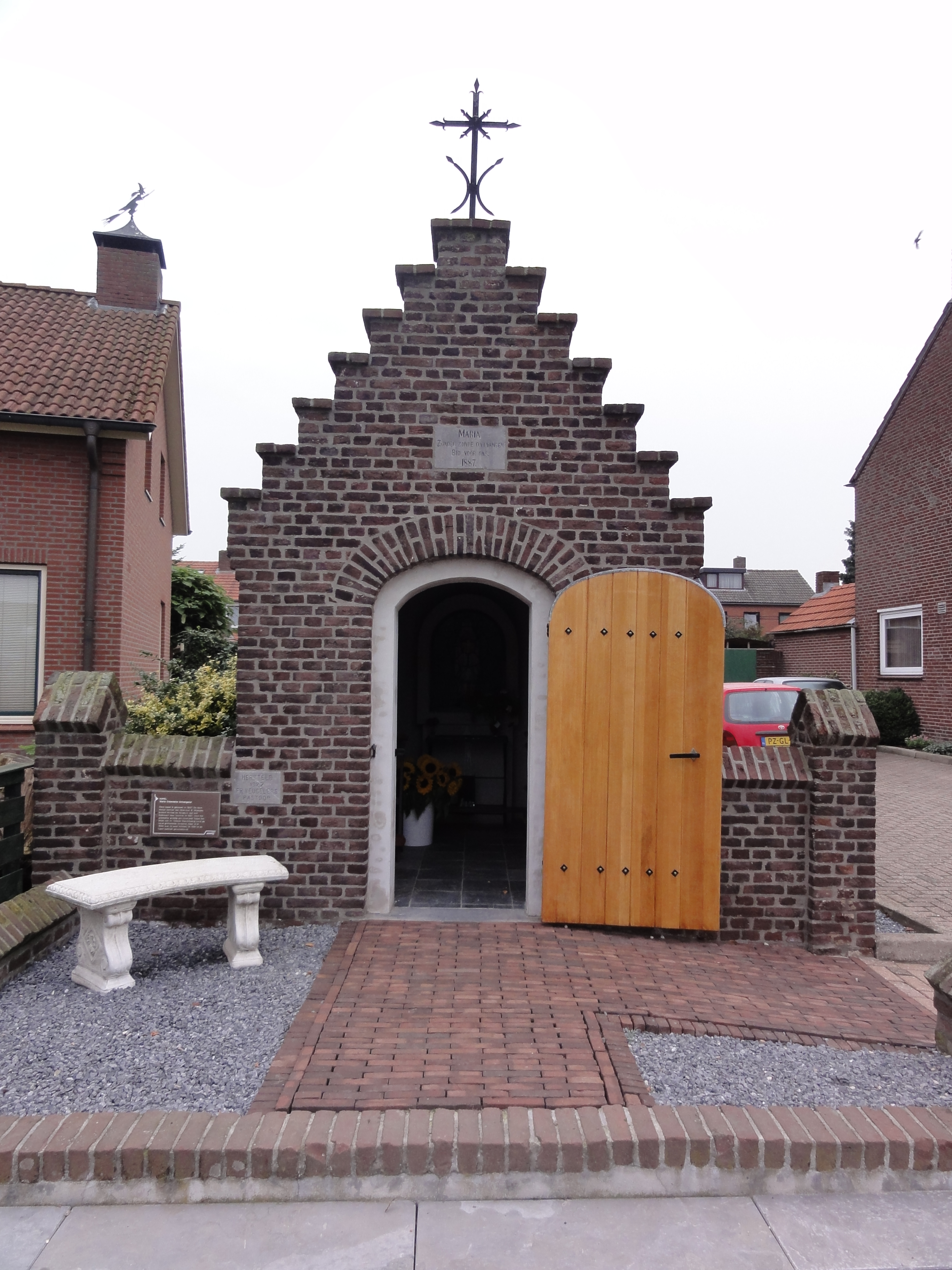
Mariakapelletje
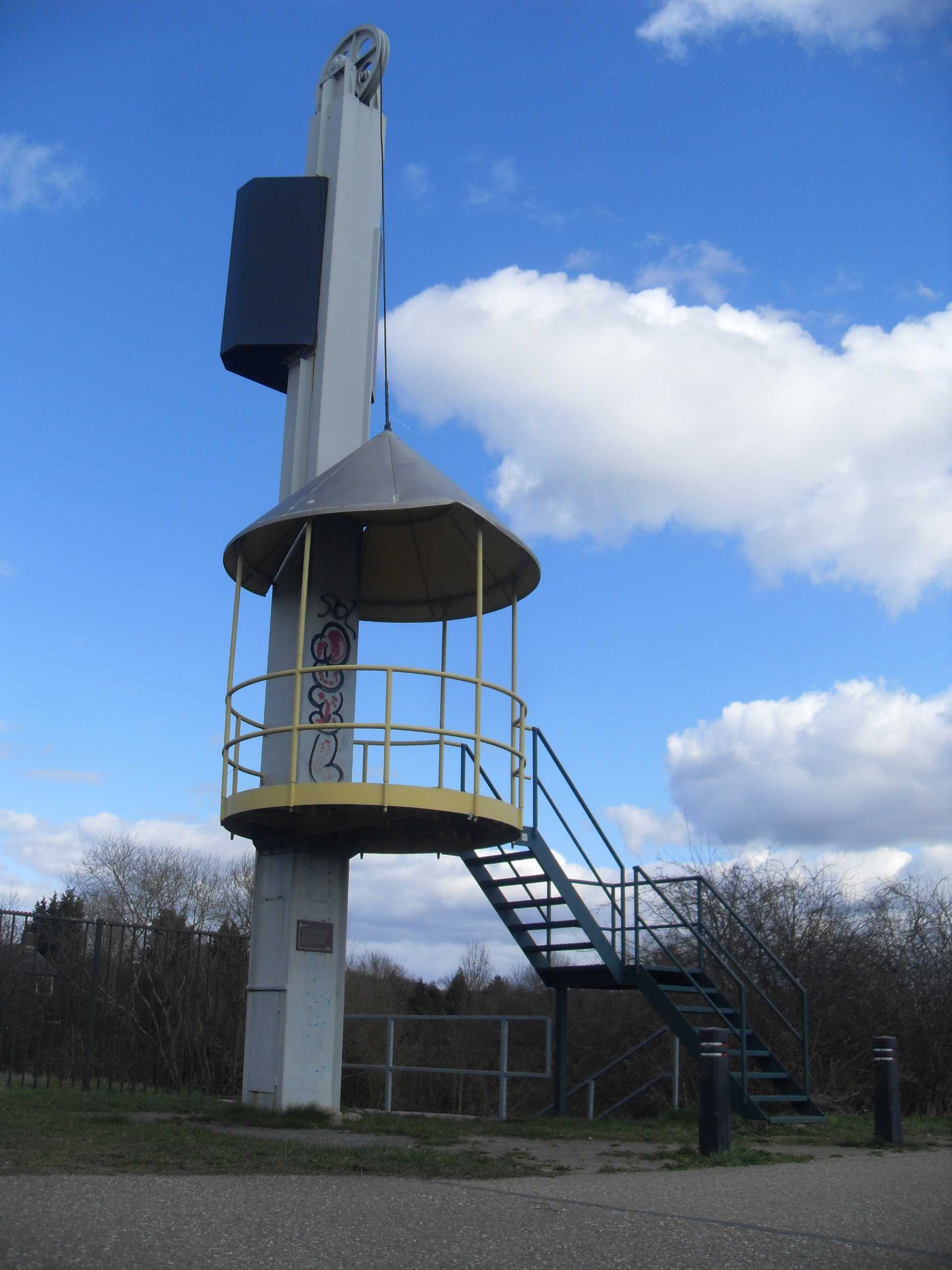
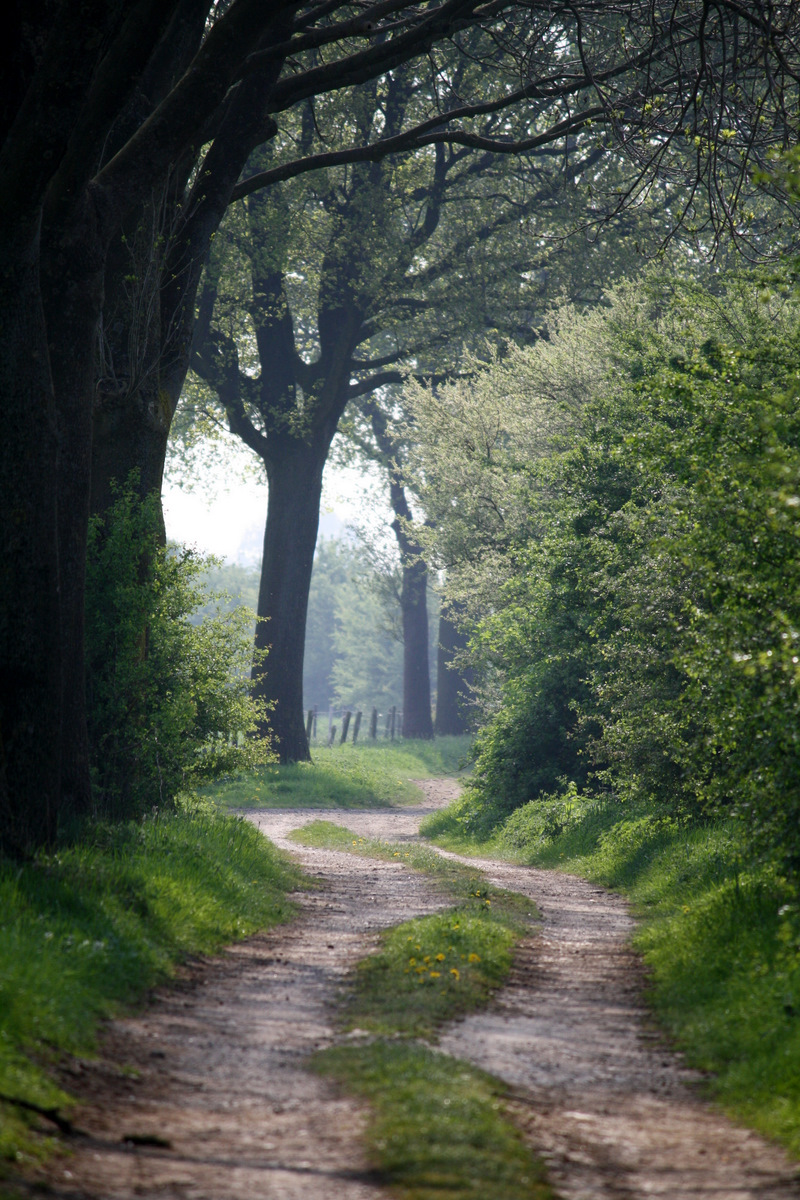
Neerveldstraat

Dorpen: Middelaar · Molenhoek (deels) · Mook · Plasmolen

Buurtschappen: Bisselt (deels) · Heikant · Katerbosch · Riethorst

Limburg: Steden en dorpen      Nederland: Provincies · Gemeenten